# Traité de Hanseong
Le traité de Hanseong (1885), formellement le « traité de 1885 entre le Japon et la Corée »  ou « traité de Séoul », a été négocié entre le Japon et la Corée à la suite du coup d'État manqué dans la capitale coréenne en décembre 1884.

## Contexte
Une tentative de coup d'État, aussi connu sous le nom de coup de Gapsin, a lieu le 4 décembre 1884. Le moment choisi pour le coup d'État profitait du fait que les Chinois retiraient la moitié de leurs troupes de la garnison de Séoul.
Après seulement trois jours, la révolte a été réprimée par les forces militaires chinoises qui étaient en garnison dans la ville de Hanseong (Séoul). Pendant le conflit, le bâtiment de la légation japonaise a été incendié et quarante japonais ont été tués.
Inoue Kaoru était le chef de la diplomatie japonaise dans les relations avec la Corée. Les négociations diplomatiques ont été conclues en janvier 1885.
Le gouvernement japonais a exigé et obtenu des excuses et des réparations.
Afin de désamorcer les tensions à propos de la Corée, le Japon et la Chine ont accepté de retirer leurs troupes de Corée par le Traité de Tianjin d'avril 1885. 

## Source de la traduction
- (en) Cet article est partiellement ou en totalité issu de l’article de Wikipédia en anglais intitulé « Japan–Korea Treaty of 1885 » (voir la liste des auteurs).